# 葛莉絲·麥卡倫
葛莉絲·麥卡倫（英語：Grace McCallum，2002年10月30日—），美國體操運動員，她代表美國隊參加了日本舉行的2020年夏季奧林匹克運動會，並且在女子團體全能比賽上獲得銀牌。